# كأس ملك إسبانيا 1962–63
كأس ملك إسبانيا 1962–63 (بالإسبانية: Copa del Generalísimo de fútbol 1962-63)‏ هو الموسم 59 من كأس ملك إسبانيا. أشرف على تنظيمه الاتحاد الملكي الإسباني لكرة القدم، وكان عدد الأندية المشاركة فيه 48، وفاز فيه نادي برشلونة.